# Ingeus
Ingeus AB  var ett företag som grundades i Australien 1989  och som levererade sysselsättnings- och hälsoprogram, ungdomspraktik, utbildning och kompetensstöd, personaluthyrning och samhällstjänst
Kunder var bland annat Arbetsförmedlingen (bl.a. kontrakten Jobb- och utvecklingsgarantin och Stöd och matchning), flertalet kommuner, Försäkringskassan samt privata företag och privatpersoner.
I Sverige fanns Ingeus i Norrköping, Solna och Stockholm och hade cirka 40 anställda.. Den svenska verksamheten likviderades 2017.

## Organisation
Ingeus AB ingår i koncernen Ingeus Investment LTD som ägs av Providence Service Corporation. Styrelsen består av de tre personerna Gregory Ashmead, Kevin Brown och Anne Buckard. Anne Buckard är bolagets svenska VD. Företaget har verksamhet på tre orter, Norrköping, Solna och Stockholm.

## Grundare
Ingeus historia startade i Australien med en kvinna med en vision - ""Thérèse Rein"". Hennes pappa hade i unga år ådragit sig en allvarlig ryggskada genom en flygolycka under andra världskriget och satt sedan dess i rullstol. Han blev tillsagd av läkare och annan vårdpersonal att han aldrig skulle kunna få varken ett långt eller ett lyckat liv eller kunna arbeta med det han ville. Trots det utbildade han sig till ingenjör och hittade så småningom en arbetsgivare som ansåg att det inte spelade någon roll att han satt i rullstol – alla andra ingenjörer satt ju också ner hela dagarna. Pappans historia och kamp för att mot alla odds skaffa sig ett liv där en rullstol inte skulle hindra honom att nå sina mål, inspirerade Thérèse Rein att själv vilja stötta människor att se förbi sina hinder och nå sina mål.
Thérèses pappas historia utspelade sig på 1940-talet då man kanske inte hade samma inställning till rullstolsburna människor som vi har i dag.

## Historia
Ingeus i sin nuvarande form startades upp 1989 i Australien av Thérèse Rein. Då hette de inte Ingeus utan Work Directions Australia och fanns inte heller i alla länder de finns i nu utan i en vindslokal med två anställda, Thérèse Rein och en administratör på deltid. Under första året växte företaget till sju personer och under det kommande året dubblades både personalstyrkan och omsättningen. Då arbetade man enbart med rehabilitering av människor med arbetsskador.
1997 började Ingeus arbeta med att hjälpa arbetslösa människor att hitta och bevara en anställning. Året efter hade företaget fått kontrakt på 27 orter runt om i Australien och år 2000 hade det växt till en personalstyrka på 315 personer.
2002 startades verksamheten i Storbritannien, initialt på två platser i London. Under de kommande åren utökades verksamheten i landet till fler kontor och orter. 2005 öppnade de i Frankrike och året efter i Tyskland. Då hade företaget fler än 1 200 anställda med 65 kontor i fyra länder.
2009 startade verksamheterna i Sverige och i Schweiz och året efter i Sydkorea. 2011 växte Ingeus i Storbritannien till att med sina 23 procent av marknaden bli landets största leverantör av omställning. Samma år öppnade de upp i både Polen och Saudiarabien. År 2014 hade Ingeuskoncernen mer än 2 500 anställda på 160 kontor i 10 länder som tillsammans hittills hade hjälpt fler än 300 000 personer.

## Framtid
2014 såldes Ingeus Group till det amerikanska börsnoterade hälsoföretaget Providence Service Corporation (Providence) som erbjuder bland annat hemtjänst, fosterhem och sjuktransporter till främst kunder inom den offentliga sektorn runt om i USA
.